# Astra Kapferer
Die Astra Kapferer war ein französischer Tandem-Eindecker von 1908, der von der Societé Sourcouf gebaut wurde.

## Beschreibung
Als Tandem-Eindecker hatte das Flugzeug zwei Paar Tragflächen, die hintereinander angeordnet waren. Der Pilotensitz befand sich direkt vor dem hinteren Tragflächenpaar. Das Leitwerk war kreuzförmig. Der Antrieb erfolgte durch einen 7-Zylinder-Sternmotor R.E.P., der eine Zweiblatt-Luftschraube direkt antrieb.
Das Flugzeug  wurde im Dezember 1908 auf dem Aero Salon in Paris ausgestellt. Es ist nicht bekannt, ob das Flugzeug geflogen ist.

## Technische Daten
| Kenngröße       | Daten                                    |
| --------------- | ---------------------------------------- |
| Spannweite      | 10 m                                     |
| Flügelfläche    | 40 m²                                    |
| Flügelstreckung | 2,5                                      |
| Antrieb         | ein 7-Zylinder-Sternmotor, 35 PS (26 kW) |